# Meteor Crater

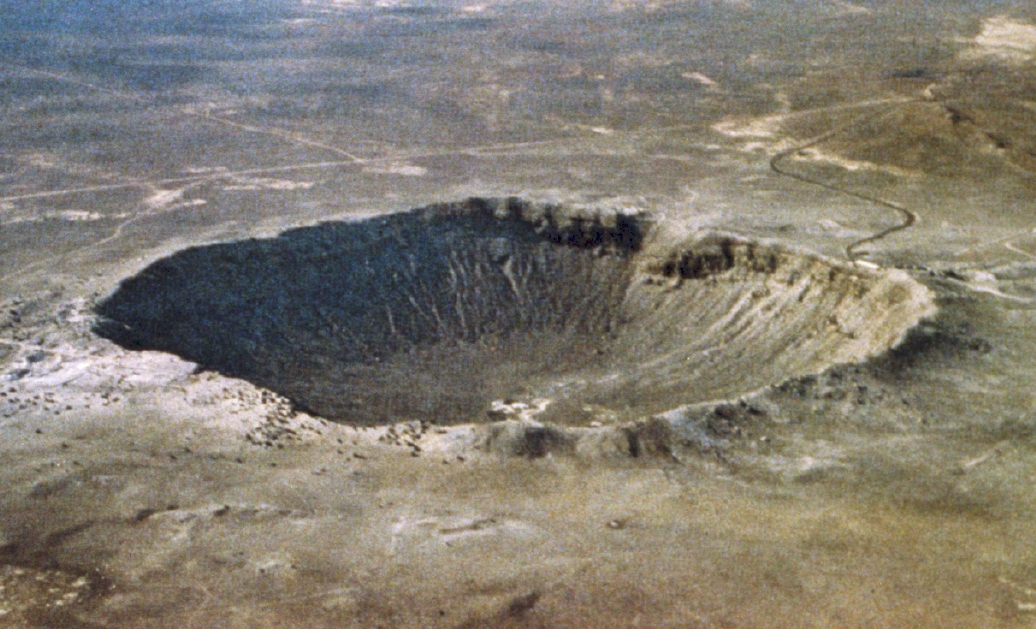
Meteor Crater

El Meteor Crater, com l'anomenen en anglès, és el cràter meteorític més gran de la superfície de la Terra. Es troba localitzat a 55 km a l'est de la ciutat de Flagstaff i a 30 km a l'oest de Winslow, al nord d'Arizona (EUA).
El cràter s'ubica en una elevació de 1.740 m i té un diàmetre d'uns 1.200 m i gairebé 170 m de fondària. Està envoltat per una vorera que s'eleva 45 m sobre el nivell de les planes veïnes. El centre del cràter té entre 210 i 240 m de runes sobre el fons sòlid del cràter. S'estima que l'impacte que va produir el cràter va succeir fa uns 50.000 anys, durant el Plistocè, per un objecte d'uns 50 m de llarg que viatjava a una velocitat aproximada de 13.000 km/h.
Aquest cràter s'havia anomenat el Cràter Canyó del Diable, i els científics generalment es refereixen a ell com al cràter Barringer (Barringer Crater), en honor de Daniel Barringer, que fou el primer a suggerir que el cràter era producte de l'impacte d'un meteorit. El lloc és un Parc Nacional dels EUA i va ser designat com a Monument Nacional el 1967.

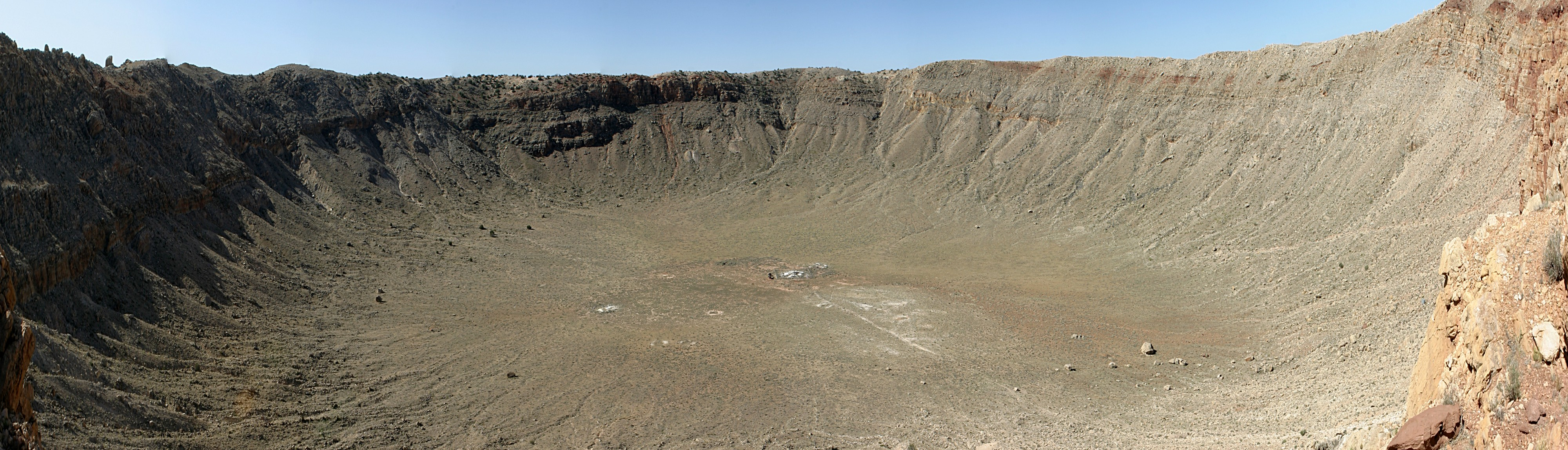
Vista panoràmica del cràter des de la plataforma d'observació inferior, al centre de turisme del cràter de Flagstaff, Arizona